# Le Flore
Pour les articles homonymes, voir Flore (homonymie).
Le Flore est une ville du Comté de Le Flore en Oklahoma aux États-Unis. Malgré le nom du comté, le siège du comté de Le Flore, n'est pas la ville de Le Flore, mais la ville de Poteau.
La population était de 190 habitants lors du recensement de la population en 2010.
Le Flore fut un des nombreux postes de traite situés le long de la rivière de l'Arlkansas et du fleuve Mississippi, lors de la colonisation française de l'Amérique en Nouvelle-France. L'installation de la famille Le Flore à l'époque de la Louisiane française a donné une nombreuse descendance qui a contribué à dénommer ce poste Le Flore et son comté du même nom.
Le village se constitua officiellement en 1887, avec l'inauguration de la gare de Le Flore, lors de la construction du chemin de fer.